# Franconia (región vinícola)
Franconia es la denominación de una comarca vinícola de Alemania, ubicada en la ribera del Main y cuyo centro productivo se localiza en la ciudad de Wurzburgo donde se encuentran los viñedos de Stein que dan nombre a la denominación "Steinwein". La región ocupa una superficie de cerca de 6.040 Ha y sus vinos elaborados se presentan en unas botellas caractarísticas de forma abombada y plana, llamada "Bocksbeutel". La mayoría de los vinos de esta comarca adquieren un sabor ligeramente terroso.

## Variedades

### Uva blanca
Es muy conocida por los vinos blancos: la Riesling, la Silvaner, la Rieslaner y las pinot noir, blanc y gris. La variedad más afamada en la zona es la Silvaner aunque también hay notable presencia de la Müller-thurgau.

## El Bocksbeutel
La botella con la típica forma procedente de esta región es el Bocksbeutel denomina siempre una calidad superior del vino, es muy habitual que estas botellas tengan pegatinas con el escudo no oficial de Franconia. La forma de estas botellas es ligeramente abombada y plana en el fondo. El origen del nombre de esta botella no está claro.
Desde el año 1989 se regula por las leyes de la EU no sólo el vino de Franconia sino la forma de las botellas. Una excepción a esta regla se encuentra en Baden (región vinícola) y en algunas regiones vinícolas de Portugal (Vinho verde).

## Galería

En muchas de las botellas del vino de Franconia o Bocksbeutel se puede encontrar este símbolo o Fränkischer Rechen que es el escudo de armas no oficial de Franconia.
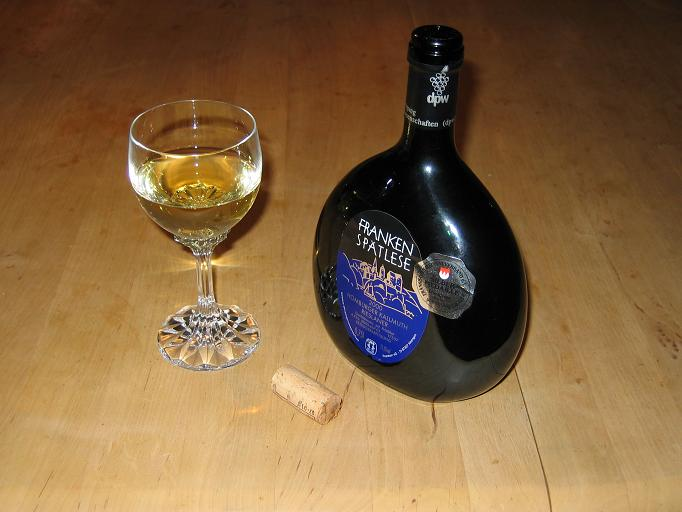
Botella Bocksbeutel típica del vino de Franconia.